# Président du comité militaire de l'OTAN
Le président du comité militaire de l'OTAN (Chairman of the NATO Military Committee's, CMC) dirige le comité militaire de l'OTAN chargé de définir les orientations militaires de l'OTAN et de conseiller le Conseil de l'Atlantique nord sur les questions militaires.
Il est le porte-parole militaire principal de l’alliance des 32 nations et le principal conseiller du secrétaire général. Le président est l’un des principaux responsables de l’OTAN, aux côtés du secrétaire général et du commandant suprême des forces alliées en Europe.

## Présidents
| #  | Portrait                                      | Président du comité militaire de l'OTAN          | Rang                 | Nationalité          | Début de mandat | Fin de mandat    | Durée du mandat  |
| -- | --------------------------------------------- | ------------------------------------------------ | -------------------- | -------------------- | --------------- | ---------------- | ---------------- |
| 1  |                                               | Omar N. Bradley                                  | General of the Army  | Etats-Unis           | 1949            | 1951             | 2 ans            |
| 2  |                                               | Etienne Baele (en)                               | Lt. General          | Belgique             | 1951            | 1952             | 1 an             |
| 3  |                                               | Charles Foulkes                                  | Lt. Général          | Canada               | 1952            | 1953             | 1 an             |
| 4  |                                               | Erhard J.C. Qvistgaard (en)                      | Amiral               | Danemark             | 1953            | 1954             | 1 an             |
| 5  |                                               | Augustin Guillaume                               | Général              | France               | 1954            | 1955             | 1 an             |
| 6  |                                               | Stylianos Pallis (en)                            | Lt. Général          | Grèce                | 1955            | 1956             | 1 an             |
| 7  | Giuseppe_Mancinelli_Difesa                    | Giuseppe Mancinelli (en)                         | Général              | Italie               | 1956            | 1957             | 1 an             |
| 8  | Ben_Hasselman_(1957)                          | B.R.P.F. Hasselman (en)                          | Général              | Pays-Bas             | 1957            | 1958             | 1 an             |
| 9  |                                               | Bjarne Øen (en)                                  | Lt. Général          | Norvège              | 1958            | 1959             | 1 an             |
| 10 |                                               | J.A. Beleza Ferras (en)                          | Général              | Portugal             | 1959            | 1960             | 1 an             |
| 11 |                                               | Rüştü Erdelhun (en)                              | Général              | Turquie              | 1960            | 1960             | >1 an            |
| 12 | Lord_Mountbatten_Naval_in_colour_Allan_Warren | Louis Mountbatten, 1st Earl Mountbatten of Burma | Admiral of the Fleet | Royaume-Uni          | 1960            | 1961             | 1 an             |
| 13 |                                               | Lyman L. Lemnitzer                               | Général              | Etats-Unis           | 1961            | 1962             | 1 an             |
| 14 |                                               | Charles Paul de Cumont (en)                      | Lt. Général          | Belgique             | 1962            | 1963             | 1 an             |
| 15 |                                               | Adolf Heusinger                                  | General              | Allemagne de l'Ouest | 1963            | 1964             | 1 an             |
| 16 |                                               | Charles Paul de Cumont (en)                      | Lt. Général          | Belgique             | 1964            | 1968             | 4 ans            |
| 17 |                                               | Nigel Henderson (en)                             | Amiral               | Royaume-Uni          | 1968            | 1971             | 3 ans            |
| 18 |                                               | Johannes Steinhoff                               | Général              | Allemagne de l'Ouest | 1971            | 1974             | 3 ans            |
| 19 | Peter_Hill-Norton_(cropped)                   | Peter Hill-Norton (en)                           | Admiral of the Fleet | Royaume-Uni          | 1974            | 1977             | 3 ans            |
| 20 |                                               | Herman Fredrik Zeiner-Gundersen (en)             | Général              | Norvège              | 1977            | 1980             | 3 ans            |
| 21 |                                               | Robert H. Falls (en)                             | Amiral               | Canada               | 1980            | 1983             | 3 ans            |
| 22 |                                               | Cornelis De Jager (en)                           | Général              | Pays-Bas             | 1983            | 1986             | 3 ans            |
| 23 |                                               | Wolfgang Altenburg (en)                          | Général              | Allemagne de l'Ouest | 1986            | 1989             | 3 ans            |
| 24 |                                               | Vigleik Eide (en)                                | Général              | Norvège              | 1989            | 1993             | 4 ans            |
| 25 |                                               | Richard Vincent, Baron Vincent of Coleshill (en) | Field Marshal        | Royaume-Uni          | octobre 1993    | 1996             | 3 ans            |
| 26 |                                               | Klaus Naumann (en)                               | Général              | Allemagne            | 14 février 1996 | 6 mai 1999       | 3 ans, 81 jours  |
| 27 |                                               | Guido Venturoni (en)                             | Amiral               | Italie               | 6 mai 1999      | juillet 2002     | j                |
| 26 |                                               | Harald Kujat (en)                                | Général              | Allemagne            | juillet 2002    | 17 juin 2005     | 2 ans, 351 jours |
| 27 |                                               | Raymond Hénault                                  | Général              | Canada               | 17 juin 2005    | 27 juin 2008     | 3 ans, 10 jours  |
| 28 |                                               | Giampaolo Di Paola                               | Amiral               | Italie               | 27 juin 2008    | 18 novembre 2011 | 3 ans, 144 jours |
| 29 |                                               | Knud Bartels (en)                                | Général              | Danemark             | 2 janvier 2012  | 26 juin 2015     | 3 ans, 175 jours |
| 30 |                                               | Petr Pavel                                       | Général              | République tchèque   | 26 juin 2015    | 28 juin 2018     | 3 ans, 2 jours   |
| 31 |                                               | Stuart Peach                                     | Air Chief Marshal    | Royaume-Uni          | 29 juin 2018    | 25 juin 2021     | 2 ans, 361 jours |
| 32 |                                               | Rob Bauer                                        | Commandeur           | Pays-Bas             | 25 juin 2021    | 17 janvier 2025  | 3 ans, 206 jours |
| 33 |                                               | Giuseppe Cavo Dragone                            | Amiral               | Italie               | 17 janvier 2025 | en cours         |                  |